# Campionat del Món d'esquí nòrdic de 1933
El Campionat del Món d'esquí nòrdic de 1933 fou la setena edició del Campionat del Món d'esquí nòrdic. Es van disputar cinc proves, totes masculines, entre el 8 i el 12 de febrer de 1933 a Innsbruck, Àustria.

## Resultats

### Esquí de fons
| Prova   | Or                                                                                | Plata                                                                            | Bronze                                                                             |
| 18 km   | Nils-Joel Englund (SWE)                                                           | Hjalmar Bergström (SWE)                                                          | Väinö Liikkanen (FIN)                                                              |
| 50 km   | Veli Saarinen (FIN)                                                               | Sven Utterström (SWE)                                                            | Hjalmar Bergström (SWE)                                                            |
| 4x10 km | Suècia Per-Erik Hedlund · Sven Utterström · Nils-Joel Englund · Hjalmar Bergström | Txecoslovàquia František Šimůnek · Vladimír Novák · Antonín Bartoň · Cyril Musil | Àustria Hugo Gstrein · Hermann Gadner · Balthasar Niederkofler · Harald Paumgarten |

### Combinada nòrdica
| Prova             | Or                  | Plata                | Bronze             |
| Combinada nòrdica | Sven Eriksson (SWE) | Antonín Bartoň (TCH) | Harald Bosio (AUT) |

### Salt d'esquí
| Prova          | Or                   | Plata                | Bronze              |
| Trampolí llarg | Marcel Reymond (SUI) | Rudolf Burkert (TCH) | Sven Eriksson (SWE) |

## Medaller
| Posició | País           | Or | Plata | Bronze | Total |
| 1       | Suècia         | 3  | 2     | 2      | 7     |
| 2       | Finlàndia      | 1  | 0     | 1      | 2     |
| 3       | Suïssa         | 1  | 0     | 0      | 1     |
| 4       | Txecoslovàquia | 0  | 3     | 0      | 3     |
| 5       | Àustria        | 0  | 0     | 2      | 2     |
|         | TOTAL          | 5  | 5     | 5      | 15    |